# Joe Salisbury
Joe Salisbury (Londra, 20 aprile 1992) è un tennista britannico.
Specialista del doppio, ha vinto quattro tornei del Grande Slam in doppio maschile e due in doppio misto; si è imposto nel 2022 e nel 2023 alle prestigiose ATP Finals e ha raggiunto per la prima volta la vetta della classifica mondiale ATP il 4 aprile 2022.
Nel suo palmarès figurano diversi altri titoli del circuito maggiore e 18 dei circuiti minori. Ha fatto il suo esordio nella squadra britannica di Coppa Davis nel 2021. In singolare ha vinto solo un titolo nel circuito ITF e dal 2018 gioca esclusivamente in doppio.

## Carriera

### 2011-2016, primi anni di professionismo, primi titoli ITF e Challenger e top 100
Fa il suo esordio tra i professionisti nel 2011 e comincia a giocare con continuità nel 2014, anno in cui vince i primi tre tornei del circuito ITF e debutta nel circuito maggiore. L'anno successivo si aggiudica l'unico titolo in carriera in singolare, sempre nel circuito ITF, e il primo in doppio nel circuito Challenger. Nel 2016 fa la sua prima esperienza nelle prove del Grande Slam alle qualificazioni di doppio del torneo di Wimbledon ed esce di scena al secondo turno. L'esordio avviene nel 2017 di nuovo a Wimbledon con una wild-card, e in coppia con Brydan Klein viene eliminato al primo turno. Nel corso di quella stagione Salisbury vince 4 titoli Challenger e a novembre entra per la prima volta nella top 100 mondiale.

### 2018, primi due titoli ATP e top 40
Nel marzo 2018 disputa il suo ultimo incontro in singolare e quello stesso mese abbandona anche i tornei del circuito ITF. A giugno vince il suo ultimo Challenger in carriera a [[Nature Valley Open 2018{Nottingham]]. A luglio vince il suo primo incontro in carriera nel Grande Slam a Wimbledon e in coppia con Frederik Nielsen si spinge fino alla semifinale, persa al quarto set contro Raven Klaasen / Michael Venus. Il mese successivo abbandona anche i tornei Challenger. Il 30 settembre vince il suo primo titolo del circuito maggiore allo Shenzhen Open in coppia con Ben McLachlan, superando in finale Robert Lindstedt / Rajeev Ram per 7-5-7-6. Il mese successivo vince il torneo ATP 500 di Vienna in coppia con Neal Skupski e chiude la stagione con il nuovo miglior ranking al 40º posto mondiale.

### 2019, primi titoli in coppia con Ram, prima partecipazione alle ATP Finals e top 20
Inizia la nuova stagione giocando in coppia con il veterano statunitense Rajeev Ram, assieme al quale otterrà grandi successi; al primo torneo disputato perdono la finale al Brisbane International. Il primo titolo con Ram arriva a marzo all'ATP 500 di Dubai, mentre all'Open di Francia si spingono fino ai quarti di finale e Salisbury sale al 19º posto del ranking. Escono sconfitti dalla finale al Queen's di Londra e vincono due titoli consecutivi ad Anversa e all'ATP 500 di Vienna. Si qualificano per le ATP Finals – le prime in carriera per Salisbury – ed escono di scena nel round-robin.

### 2020, primo titolo del Grande Slam e nº 3 del mondo
Difende per la prima volta i colori britannici all'ATP Cup 2020, viene schierato in coppia con Jamie Murray e subiscono 2 sconfitte nei 4 incontri disputati, compresa quella nei quarti persa per 16-18 nel set decisivo contro Alex de Minaur / Nick Kyrgios, che sancisce il passaggio in semifinale dell'Australia. Il 2 febbraio 2020, Ram e Salisbury si aggiudicano il loro primo titolo in doppio maschile del Grande Slam agli Australian Open, sconfiggendo in finale Luke Saville / Max Purcell con il punteggio di 6-4, 6-2, la settimana successiva Salisbury sale al 3º posto mondiale. La breve stagione è condizionata dalla lunga pausa del tennis mondiale per la pandemia di COVID 19, alla ripresa delle attività la coppia anglo-americana raggiunge le semifinali al Cincinnati Open e agli US Open e i quarti al Roland Garros. Tornano a disputare le ATP Finals e vengono sconfitti in semifinale per 9-11 nel set decisivo da Jürgen Melzer / Édouard Roger-Vasselin.

### 2021, primo titolo agli US Open e finale alle ATP Finals, 2 titoli del Grande Slam in doppio misto
Per il secondo anno consecutivo raggiungono la finale agli Australian Open, e raccolgono solo 7 giochi contro Ivan Dodig / Filip Polášek. A Melbourne arriva anche il primo grande risultato in doppio misto, con la semifinale raggiunta in coppia con Desirae Krawczyk. Viene sconfitto con Ram in finale agli Internazionali d'Italia dai numeri 4 e 1 del mondo Nikola Mektić / Mate Pavić. Al Roland Garros conquista il primo titolo Slam in doppio misto, di nuovo in coppia con Krawczyk, battendo in finale Elena Vesnina / Aslan Karacev per 2-6, 6-4, [10-5]. Con Ram subisce altre due sconfitte contro Mektić / Pavić in finale all'Eastbourne International e in semifinale a Wimbledon. Disputa la finale di doppio misto anche allo Slam londinese con Harriet Dart e vengono sconfitti in due set proprio dalla Krawczyk, che questa volta gioca in coppia con Neal Skupski.
Si prende la rivincita su Mektić / Pavić sconfiggendoli al terzo set con Ram in finale a Toronto, nel primo successo di Salisbury in un torneo Masters 1000. L'11 settembre arriva il doppio trionfo agli US Open, dove con Ram ha la meglio in tre set su Jamie Murray / Bruno Soares nella finale di doppio maschile; di nuovo in coppia con Krawczyk vince anche la finale di doppio misto contro Giuliana Olmos / Marcelo Arévalo. Alle ATP Finals Ram e Salisbury vincono tutti gli incontri di round-robin e la semifinale contro Mektić / Pavić e in finale vengono sconfitti in rimonta da Pierre-Hugues Herbert / Nicolas Mahut. Chiude la stagione con il debutto nella squadra britannica di Coppa Davis alla fase finale del torneo, gioca assieme a Neal Skupski con un bilancio di una vittoria e due sconfitte, tra le quali quella decisiva contro Kevin Krawietz / Tim Pütz nella sfida dei quarti di finale persa contro la Germania.

### 2022, secondo titolo agli US Open, primo alle ATP Finals e nº 1 del mondo
Nel 2022 Ram e Salisbury vincono tutte le finali disputate. Sconfitti in semifinale agli Australian Open, ad aprile Salisbury sale in vetta al ranking mondiale davanti a Ram. Si aggiudicano il titolo al Monte Carlo Masters, il primo vinto da Salisbury sulla terra battuta. Al Roland Garros perdono per 12-10 nel tie-break del set decisivo i quarti di finale contro i vincitori del torneo Dodig / Krajicek. Anche a Wimbledon perdono contro i vincitori del torneo Matthew Ebden / Max Purcell, questa volta al quinto set in semifinale dopo aver vinto i primi due.
Arrivano quindi i successi al Cincinnati Open e per il secondo anno consecutivo agli US Open, dove superano in finale Wesley Koolhof / Neal Skupski per 7-6, 7-5. Nella fase a gruppi delle finali di Coppa Davis perde i due incontri giocati in coppia con Andy Murray e vince quello assieme a Neal Skupski, con la Gran Bretagna che finisce terza nel girone ed eliminata. A ottobre scende al 2º posto mondiale. Alle ATP Finals vince con Ram i tre incontri di round-robin e la semifinale contro i nuovi numeri 1 Koolhof / Skupski. Trionfano in finale sconfiggendo Mektić / Pavić per 7-6, 6-4.

### 2023, terzo titolo agli US Open
All'inizio del 2023 non ottengono risultati di rilievo. Il primo titolo arriva solo a fine maggio al torneo ATP 250 di Lione. Continuano a conseguire risultati mediocri fino ad agosto, quando raggiungono la finale al Canadian Open. Per il terzo anno consecutivo si laureano campioni agli US Open, superano in tre set in semifinale le teste di serie nº 2 Ivan Dodig / Austin Krajicek e in finale hanno la meglio in rimonta su Rohan Bopanna / Matthew Ebden con il punteggio di 2-6, 6-3, 6-4. A ottobre si impongono al Vienna Open e il mese dopo si confermano campioni alle ATP Finals con la vittoria su Marcel Granollers / Horacio Zeballos. A fine anno viene premiato per la prima volta dall'ITF come campione maschile di doppio insieme a Rajeev Ram.

### 2024, un titolo ATP e discesa nel ranking
All'esordio stagionale si aggiudicano l'unico titolo del 2024 all'ATP 250 dell'Adelaide International. Il miglior risultato nelle prove del Grande Slam sono i quarti di finale al Roland Garros. Raggiungono i quarti anche ai Masters 1000 del Miami Open e degli Internazionali d'Italia, mentre in coppia con Neal Skupski esce al turno di esordio ai Giochi olimpici di Parigi, Sconfitto con Ram in finale al Canadian Open, non vanno oltre il terzo turno agli US Open e ha fine il sodalizio fra i due. Con la sconfitta a New York Salisbury esce dalla top 10, subisce solo sconfitte al primo turno negli ultimi quattro tornei stagionali e chiude il 2024 al 33º posto del ranking.

### 2025, finale al Roland Garros e risalita nel ranking
Inizia il 2025 giocando con Skupski e a fine gennaio scende alla 43ª posizione mondiale. Iniziano a risalire in classifica nei mesi successivi raggiungendo le finali al Qatar Open ATP e al Barcelona Open. Dopo le semifinali perse agli Internazionali d'Italia e all'Hamburg European Open, raggiungono per la prima volta la finale all'Open di Francia e cedono in tre set a Horacio Zeballos e Marcel Granollers. Ritrovano la coppia ispano-argentina nei quarti a Wimbledon e vengono di nuovo sconfitti. Il mese successivo eliminano i numeri 1 del mondo Marcelo Arévalo / Mate Pavić nei quarti di finale al Canadian Open e perdono la finale tutta britannica contro Julian Cash / Lloyd Glasspool cedendo per 11-13 nel super tie-break decisivo dopo aver sprecato quattro match-ball. Con questi risultati Salisbury risale alla 12ª posizione mondiale.

## Statistiche

### Doppio

#### Vittorie (17)
| Legenda doppio       |
| Grande Slam (4)      |
| ATP Finals (2)       |
| ATP Masters 1000 (3) |
| ATP Tour 500 (4)     |
| ATP Tour 250 (4)     |

| N.  | Data              | Torneo                            | Superficie  | Compagno      | Avversari in finale                | Punteggio           |
| 1.  | 30 settembre 2018 | Shenzhen Open, Shenzhen           | Cemento     | Ben McLachlan | Robert Lindstedt Rajeev Ram        | 7–6(5), 7–6(4)      |
| 2.  | 24 ottobre 2018   | Vienna Open, Vienna (1)           | Cemento (i) | Neal Skupski  | Mike Bryan Édouard Roger-Vasselin  | 7–6(5), 6–3         |
| 3.  | 2 marzo 2019      | Dubai Tennis Championships, Dubai | Cemento     | Rajeev Ram    | Ben McLachlan Jan-Lennard Struff   | 7–6(4), 6–3         |
| 4.  | 27 ottobre 2019   | Vienna Open, Vienna (2)           | Cemento (i) | Rajeev Ram    | Łukasz Kubot Marcelo Melo          | 6–4, 6(5)–7, [10–5] |
| 5.  | 2 febbraio 2020   | Australian Open, Melbourne        | Cemento     | Rajeev Ram    | Luke Saville Max Purcell           | 6–4, 6–2            |
| 6.  | 15 agosto 2021    | Canadian Open, Toronto            | Cemento     | Rajeev Ram    | Nikola Mektić Mate Pavić           | 6–3, 4–6, [10–3]    |
| 7.  | 11 settembre 2021 | US Open, New York (1)             | Cemento     | Rajeev Ram    | Jamie Murray Bruno Soares          | 3–6, 6–2, 6–2       |
| 8.  | 4 ottobre 2021    | San Diego Open, San Diego         | Cemento     | Neal Skupski  | John Peers Filip Polášek           | 7–6(2), 3–6, [10–5] |
| 9.  | 17 aprile 2022    | Monte Carlo Masters, Monte Carlo  | Terra rossa | Rajeev Ram    | Juan Sebastián Cabal Robert Farah  | 6–3, 4–6, [10–7]    |
| 10. | 21 agosto 2022    | Cincinnati Open, Cincinnati       | Cemento     | Rajeev Ram    | Tim Pütz Michael Venus             | 7–6(4), 7–6(5)      |
| 11. | 9 settembre 2022  | US Open, New York (2)             | Cemento     | Rajeev Ram    | Wesley Koolhof Neal Skupski        | 7–6(4), 7–5         |
| 12. | 20 novembre 2022  | ATP Finals, Torino                | Cemento (i) | Rajeev Ram    | Nikola Mektić Mate Pavić           | 7–6(4), 6–4         |
| 13. | 27 maggio 2023    | Lyon Open, Lione                  | Terra rossa | Rajeev Ram    | Nicolas Mahut Matwé Middelkoop     | 6–0, 6–3            |
| 14. | 8 settembre 2023  | US Open, New York (3)             | Cemento     | Rajeev Ram    | Rohan Bopanna Matthew Ebden        | 2–6, 6–3, 6–4       |
| 15. | 29 ottobre 2023   | Vienna Open, Vienna (3)           | Cemento (i) | Rajeev Ram    | Nathaniel Lammons Jackson Withrow  | 6–4, 5–7, [12–10]   |
| 16. | 19 novembre 2023  | ATP Finals, Torino (2)            | Cemento (i) | Rajeev Ram    | Marcel Granollers Horacio Zeballos | 6–3, 6–4            |
| 17. | 13 gennaio 2024   | Adelaide International, Adelaide  | Cemento     | Rajeev Ram    | Matthew Ebden Rohan Bopanna        | 7–5, 5–7, [11–9]    |

#### Finali perse (14)
| Legenda doppio       |
| Grande Slam (2)      |
| ATP Finals (1)       |
| ATP Masters 1000 (4) |
| ATP Tour 500 (4)     |
| ATP Tour 250 (3)     |

| N.  | Data             | Torneo                               | Superficie  | Compagno     | Avversari in finale                 | Punteggio            |
| 1.  | 6 gennaio 2019   | Brisbane International, Brisbane     | Cemento     | Rajeev Ram   | Marcus Daniell Wesley Koolhof       | 4–6, 6(6)–7          |
| 2.  | 23 giugno 2019   | Queen's Club Championships, Londra   | Erba        | Rajeev Ram   | Feliciano López Andy Murray         | 6(6)–7, 7–5, [5–10]  |
| 3.  | 20 ottobre 2019  | European Open, Anversa               | Cemento (i) | Rajeev Ram   | Kevin Krawietz Andreas Mies         | 6(1)–7, 3–6          |
| 4.  | 21 febbraio 2021 | Australian Open, Melbourne           | Cemento     | Rajeev Ram   | Ivan Dodig Filip Polášek            | 3–6, 4–6             |
| 5.  | 16 maggio 2021   | Internazionali d'Italia, Roma        | Terra rossa | Rajeev Ram   | Nikola Mektić Mate Pavić            | 4–6, 6(4)–7          |
| 6.  | 25 giugno 2021   | Eastbourne International, Eastbourne | Erba        | Rajeev Ram   | Nikola Mektić Mate Pavić            | 4–6, 3–6             |
| 7.  | 31 ottobre 2021  | Vienna Open, Vienna                  | Cemento (i) | Rajeev Ram   | Juan Sebastián Cabal Robert Farah   | 4–6, 2–6             |
| 8.  | 21 novembre 2021 | ATP Finals, Torino                   | Cemento (i) | Rajeev Ram   | Pierre-Hugues Herbert Nicolas Mahut | 4–6, 6(0)–7          |
| 9.  | 13 agosto 2023   | Canadian Open, Toronto               | Cemento     | Rajeev Ram   | Jean-Julien Rojer Marcelo Arévalo   | 3–6, 1–6             |
| 10. | 12 agosto 2024   | Canadian Open, Montréal (2)          | Cemento     | Rajeev Ram   | Marcel Granollers Horacio Zeballos  | 2–6, 6(4)–7          |
| 11. | 22 febbraio 2025 | Qatar Open, Doha                     | Cemento     | Neal Skupski | Julian Cash Lloyd Glasspool         | 3–6, 2–6             |
| 12. | 20 aprile 2025   | Barcelona Open, Barcellona           | Terra rossa | Neal Skupski | Sander Arends Luke Johnson          | 3–6, 7–6(1), [6–10]  |
| 13. | 7 giugno 2025    | Open di Francia, Parigi              | Terra rossa | Neal Skupski | Marcel Granollers Horacio Zeballos  | 0–6, 7–6(5), 5–7     |
| 14. | 8 agosto 2025    | Canadian Open, Toronto (3)           | Cemento     | Neal Skupski | Julian Cash Lloyd Glasspool         | 3–6, 7–6(7), [11–13] |

### Doppio misto

#### Vittorie (2)
| Legenda                 |
| ----------------------- |
| Australian Open (0)     |
| Open di Francia (1)     |
| Torneo di Wimbledon (0) |
| US Open (1)             |
| Ori Olimpici (0)        |

| N. | Data              | Torneo                  | Superficie  | Compagno         | Avversari in finale            | Punteggio        |
| 1. | 10 giugno 2021    | Open di Francia, Parigi | Terra rossa | Desirae Krawczyk | Elena Vesnina Aslan Karacev    | 2-6, 6-4, [10-5] |
| 2. | 11 settembre 2021 | US Open, New York       | Cemento     | Desirae Krawczyk | Giuliana Olmos Marcelo Arévalo | 7-5, 6-2         |

#### Finali perse (1)
| Legenda                 |
| ----------------------- |
| Australian Open (0)     |
| Open di Francia (0)     |
| Torneo di Wimbledon (2) |
| US Open (0)             |
| Argento olimpico (0)    |

| N. | Data           | Torneo                          | Superficie | Compagna      | Avversari in finale            | Punteggio      |
| 1. | 11 luglio 2021 | Torneo di Wimbledon, Londra     | Erba       | Harriet Dart  | Neal Skupski Desirae Krawczyk  | 3–6, 6(1)–7    |
| 2. | 10 luglio 2025 | Torneo di Wimbledon, Londra (2) | Erba       | Luisa Stefani | Kateřina Siniaková Sem Verbeek | 6(3)–7, 6(3)–7 |

## Risultati in progressione
| Sigla | Risultato               |
| ----- | ----------------------- |
| V     | Vincitore               |
| F     | Finalista               |
| SF    | Semifinalista           |
| O     | Oro olimpico            |
| A     | Argento olimpico        |
| SF    | Bronzo olimpico         |
| QF    | Quarti di Finale        |
| 4T    | Quarto turno            |
| 3T    | Terzo turno             |
| 2T    | Secondo turno           |
| 1T    | Primo turno             |
| RR    | Round Robin             |
| LQ    | Turno di qualificazione |
| A     | Assente                 |
| ND    | Non disputato           |

| Legenda superfici    |
| -------------------- |
| Cemento              |
| Terra battuta        |
| Erba                 |
| Superficie variabile |

### Doppio
| Tornei Grande Slam         |     |               |               |               |               |      |      |      |     |     |       |
| Australian Open, Melbourne | A   | A             | A             | 3T            | V             | F    | SF   | 3T   | 3T  | 2T  | 22–6  |
| Roland Garros, Parigi      | A   | A             | A             | QF            | QF            | 2T   | QF   | 3T   | QF  | F   | 20–7  |
| Wimbledon, Londra          | Q2  | 1T            | SF            | 3T            | ND            | SF   | SF   | 1T   | 2T  |     | 15–7  |
| US Open, New York          | A   | A             | 1T            | 3T            | SF            | V    | V    | V    | 3T  |     | 25–4  |
| Vittorie–Sconfitte         | 0–0 | 0–1           | 4–2           | 9–4           | 12–2          | 16–3 | 17–3 | 10–3 | 8–4 | 6–2 | 82–24 |
| Torneo di Fine Anno        |     |               |               |               |               |      |      |      |     |     |       |
| ATP Finals, Londra         | A   | A             | A             | RR            | SF            | F    | V    | V    | A   |     | 17–5  |
| Vittorie–Sconfitte         | 0–0 | 0–0           | 0–0           | 1–2           | 2–2           | 4–1  | 5–0  | 5–0  | 0–0 |     | 17–5  |
| Giochi Olimpici            |     |               |               |               |               |      |      |      |     |     |       |
| Giochi Olimpici            | A   | Non disputati | Non disputati | Non disputati | Non disputati | QF   | ND   | ND   | 1T  | ND  | 2–2   |
| Vittorie–Sconfitte         | 0–0 | Non disputati | Non disputati | Non disputati | Non disputati | 2–1  | ND   | ND   | 0–1 | ND  | 2–2   |

### Doppio misto
| Tornei Grande Slam         |     |               |               |               |               |      |     |     |       |
| Australian Open, Melbourne | A   | A             | A             | A             | 1T            | SF   | 1T  | A   | 3–3   |
| Roland Garros, Parigi      | A   | A             | A             | A             | ND            | V    | A   | 1T  | 3–1   |
| Wimbledon, Londra          | A   | 1T            | 1T            | 1T            | ND            | F    | A   | 2T  | 6–5   |
| US Open, New York          | A   | A             | A             | 2T            | ND            | V    | A   | 1T  | 6–2   |
| Vittorie–Sconfitte         | 0–0 | 0–1           | 0–1           | 1–2           | 0–1           | 16–2 | 0–1 | 1–3 | 18–11 |
| Giochi Olimpici            |     |               |               |               |               |      |     |     |       |
| Giochi Olimpici            | A   | Non disputati | Non disputati | Non disputati | Non disputati | A    | ND  | ND  | 0–0   |
| Vittorie–Sconfitte         | 0–0 | Non disputati | Non disputati | Non disputati | Non disputati | 0–0  | ND  | ND  | 0–0   |